# Blémerey (Meurthe-et-Moselle)
Blémerey település Franciaországban, Meurthe-et-Moselle megyében. Lakosainak száma 54 fő (2022. január 1.). Blémerey Chazelles-sur-Albe, Domjevin, Fréménil, Reillon és Saint-Martin községekkel határos.

## Népesség
A település népességének változása:
| Lakosok száma | 50   | 56   | 58   | 48   | 66   | 67   | 63   | 57   | 56   | 54   |
|               | 1968 | 1982 | 1990 | 2006 | 2013 | 2015 | 2017 | 2019 | 2020 | 2022 |